# Pavel Bure
Pavel Vladimirovič Bure (přezdívaný ruská raketa; * 31. března 1971, Moskva) je bývalým profesionálním hráčem ledního hokeje. Hrál na pozici pravého křídla v kanadsko-americké soutěži NHL a také v národním týmu Sovětského svazu a Ruska. Jako hráč získal se svým týmem na olympiádě v Naganu stříbro a v Salt Lake bronz. Je členem Síně slávy IIHF i Hokejové síně slávy v Torontu. U příležitosti 100. výročí NHL byl v lednu 2017 vybrán jako jeden ze sta nejlepších hráčů historie ligy. Vlivem mnohých zranění byla jeho kariéra bohužel poznamenána, a tak nedosáhl mnoha rekordů. Navzdory tomu má stále i v dnešním měřítku jeden z nejlepších poměru gólů na zápas v celé historii NHL. Lepší jsou již jen Mike Bossy, Cy Denneny a Mario Lemieux.

## Prvenství
- Debut v NHL - 5. listopadu 1991 (Vancouver Canucks proti Winnipeg Jets)
- První asistence v NHL - 10. listopadu 1991 (Vancouver Canucks proti New York Islanders)
- První gól v NHL - 12. listopadu 1991 (Vancouver Canucks proti Los Angeles Kings, kanadskému brankáři Daniel Berthiaume)
- První hattrick v NHL – 28. dubna 1992 (Winnipeg Jets proti Vancouver Canucks)

## Klubová statistika
| Sezóna       | Klub              | Soutěž       |     | Základní část | Základní část | Základní část | Základní část | Základní část |    | Play off | Play off | Play off | Play off | Play off |
| Sezóna       | Klub              | Soutěž       | Z   | G             | A             | B             | TM            | Z             | G  | A        | B        | TM       |          |          |
| 1987–88      | CSKA Moskva       | SSSR         | 5   | 1             | 1             | 2             | 0             | —             | —  | —        | —        | —        |          |          |
| 1988–89      | CSKA Moskva       | SSSR         | 32  | 17            | 9             | 26            | 8             | —             | —  | —        | —        | —        |          |          |
| 1989–90      | CSKA Moskva       | SSSR         | 46  | 14            | 11            | 25            | 22            | —             | —  | —        | —        | —        |          |          |
| 1990–91      | CSKA Moskva       | SSSR         | 44  | 35            | 11            | 46            | 24            | —             | —  | —        | —        | —        |          |          |
| 1991–92      | Vancouver Canucks | NHL          | 65  | 34            | 26            | 60            | 30            | 13            | 6  | 4        | 10       | 14       |          |          |
| 1992–93      | Vancouver Canucks | NHL          | 83  | 60            | 50            | 110           | 69            | 12            | 5  | 7        | 12       | 8        |          |          |
| 1993–94      | Vancouver Canucks | NHL          | 76  | 60            | 47            | 107           | 86            | 24            | 16 | 15       | 31       | 40       |          |          |
| 1994–95      | HK Spartak Moskva | MHL          | 1   | 2             | 0             | 2             | 2             | —             | —  | —        | —        | —        |          |          |
| 1994–95      | EV Landshut       | DEL          | 1   | 3             | 0             | 3             | 2             | —             | —  | —        | —        | —        |          |          |
| 1994–95      | Vancouver Canucks | NHL          | 44  | 20            | 23            | 43            | 47            | 11            | 7  | 6        | 13       | 10       |          |          |
| 1995–96      | Vancouver Canucks | NHL          | 15  | 6             | 7             | 13            | 8             | —             | —  | —        | —        | —        |          |          |
| 1996–97      | Vancouver Canucks | NHL          | 63  | 23            | 32            | 55            | 40            | —             | —  | —        | —        | —        |          |          |
| 1997–98      | Vancouver Canucks | NHL          | 82  | 51            | 39            | 90            | 48            | —             | —  | —        | —        | —        |          |          |
| 1998–99      | Florida Panthers  | NHL          | 11  | 13            | 3             | 16            | 4             | —             | —  | —        | —        | —        |          |          |
| 1999–00      | Florida Panthers  | NHL          | 74  | 58            | 36            | 94            | 16            | 4             | 1  | 3        | 4        | 2        |          |          |
| 2000–01      | Florida Panthers  | NHL          | 82  | 59            | 33            | 92            | 58            | —             | —  | —        | —        | —        |          |          |
| 2001–02      | Florida Panthers  | NHL          | 56  | 22            | 27            | 49            | 56            | —             | —  | —        | —        | —        |          |          |
| 2001–02      | New York Rangers  | NHL          | 12  | 12            | 8             | 20            | 6             | —             | —  | —        | —        | —        |          |          |
| 2002–03      | New York Rangers  | NHL          | 39  | 19            | 11            | 30            | 16            | —             | —  | —        | —        | —        |          |          |
| Celkem v NHL | Celkem v NHL      | Celkem v NHL | 702 | 437           | 342           | 779           | 484           | 64            | 35 | 35       | 70       | 74       |          |          |

## Reprezentace
| Rok                       | Tým                       | Soutěž                    | Z  | G  | A  | B  | TM |
| ------------------------- | ------------------------- | ------------------------- | -- | -- | -- | -- | -- |
| 1988                      | SSSR 18                   | MEJ                       | 6  | 10 | 0  | 10 | 2  |
| 1989                      | SSSR 20                   | MSJ                       | 7  | 8  | 6  | 14 | 4  |
| 1989                      | SSSR 18                   | MEJ                       | 6  | 5  | 6  | 11 | 4  |
| 1990                      | SSSR 20                   | MSJ                       | 7  | 7  | 3  | 10 | 10 |
| 1990                      | SSSR                      | MS                        | 10 | 2  | 4  | 6  | 10 |
| 1991                      | SSSR                      | HDV                       | 5  | 4  | 1  | 5  | -  |
| 1991                      | SSSR 20                   | MSJ                       | 7  | 12 | 3  | 15 | 31 |
| 1991                      | SSSR                      | MS                        | 10 | 3  | 8  | 11 | 2  |
| 1996                      | Rusko                     | SP                        | 0  | 0  | 0  | 0  | 0  |
| 1998                      | Rusko                     | OH                        | 6  | 9  | 0  | 9  | 2  |
| 2000                      | Rusko                     | MS                        | 6  | 4  | 1  | 5  | 10 |
| 2002                      | Rusko                     | OH                        | 6  | 2  | 1  | 3  | 8  |
| Seniorská kariéra celkově | Seniorská kariéra celkově | Seniorská kariéra celkově | 43 | 24 | 15 | 39 | 32 |